# Trochilus polytmus
El colibrí portacintas piquirrojo (Trochilus polytmus) es una especie de ave apodiforme de la familia Trochilidae —los colibríes— una de las dos pertenecientes al género Trochilus. Es endémica de Jamaica,  donde es su ave nacional y es llamado «Doctor bird» (pájaro médico) en alusión a las plumas negras muy alargadas de la cola que recuerdan a los fracs que llevaban antiguamente los médicos. Es allí el más abundante de los colibríes.

## Distribución y hábitat
Se distribuye por la mayor parte de la isla excepto en el extremo este, con un límite que va de la Bahía Morant, en el sur,  siguiendo el río Morant, en dirección de Ginger House y el centro del  río Grande hasta Port Antonio al norte.
Está presente en los bosques montanos siempreverdes, los bosques tropicales de tierras bajas y los bosques secundarios, pero es muy escasa en los manglares, los bosques de ribera y los bosques áridos de Hellshires y Portland Ridge. También es bastante común en los bosques más ricos (ribereños y secundarios) de las colinas de las tierras bajas del sur y es abundante en los bosques de nivel medio y montano. Esta especie abunda en los cultivos arbolados de todas las altitudes.

## Descripción
Las dos rectrices casi más externas del macho son de 15 a 18 cm de longitud, mucho más largas que el cuerpo que las soporta. Colgando detrás del macho volador como si fueran dos «chorritos», estas plumas hacen un sonido zumbante. Las hembras carecen de plumas rectrices alargadas, y son mayormente blancas por abajo. Debido a su pequeñez, estas aves son vulnerables a numerosos predadores.

## Dieta
Estas aves se alimentan del néctar de flores usando su larga lengua extensible y también capturan insectos al vuelo. Requiere alimentación frecuente mientras están activas durante el día y se vuelven a un estado de torpor durante la noche para conservar energías.

## Sistemática

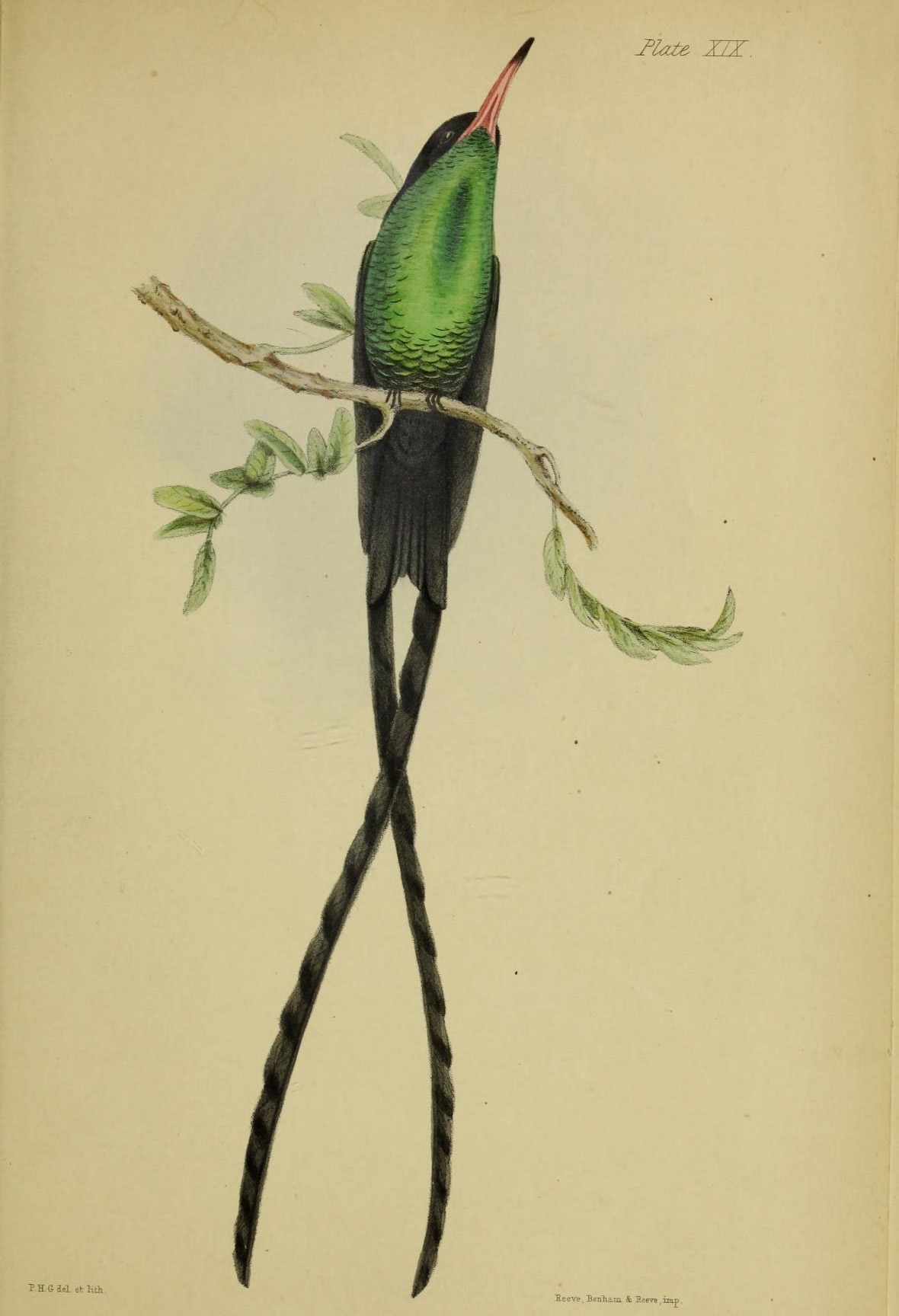
Trochilus polytmus, ilustración de Gosse en Illustrations of the birds of Jamaica, 1849.

### Descripción original
La especie T. polytmus fue descrita por primera vez por el naturalista sueco Carlos Linneo en 1758 bajo el mismo nombre científico; su localidad tipo es: «América», restringido posteriormente para «Jamaica».

### Etimología
El nombre genérico masculino Trochilus proviene del griego «trokhilos», una pequeña ave mencionada por Aristóteles, identificada por escritores posteriores como siendo los chochines Troglodytes. La utilización para designar a los colibríes, como T. polytmus, solo puede aludir al reducido tamaño de los mismos; y el nombre de la especie «polytmus» proviene de la palabra del griego «politimos» que significa ‘valioso’, ‘costoso’.

### Taxonomía
La presente especie y el colibrí portacintas piquinegro (Trochilus scitulus), también endémico de Jamaica, han sido consideradas conespecíficas por diversos autores. Sin embargo, a pesar de la diferencia genética ser mínima, lo que sugiere que no existen fuertes mecanismos de aislamiento reproductivo posteriores al apareamiento, en cambio, las diferencias en el color del pico evolucionaron rápidamente y actúan como un fuerte elemento disuasorio previo al apareamiento para la hibridación. Estas pruebas, junto con las diferencias en las exhibiciones de cortejo y el canto que probablemente contribuyen al aislamiento reproductivo, y el mantenimiento de una zona híbrida estrecha y estable han llevado a la mayoría de las autoridades a reconocerlos como especies separadas.